# Un film sans nom
Pour plus de détails, voir Fiche technique et Distribution.
Un film sans nom (Za sada bez dobrog naslova) est un film yougoslave réalisé par Srđan Karanović, sorti en 1988.

## Fiche technique
- Titre original : Za sada bez dobrog naslova
- Titre français : Un film sans nom
- Réalisation et scénario : Srđan Karanović
- Costumes : Sasha Kuljaca
- Photographie : Božidar Nikolić
- Montage : Branka Ceperac
- Musique : Zoran Simjanović
- Pays d'origine : Yougoslavie
- Format : Couleurs - 35 mm
- Genre : drame
- Durée : 89 minutes
- Date de sortie :
  - Yougoslavie : 12 janvier 1988

## Distribution
- Meto Jovanovski : le réalisateur
- Mira Furlan : l'actrice
- Cedomir Orobabic : Miroljoub

## Récompense
- Festival international du film d'Istanbul 1989 : Tulipe d'or du meilleur film